# Tehnološki determinizem
Tehnološki determinizem je vrsta redukcionistične teorije, ki naj bi jo prvi uporabil ameriški sociolog Thorstein Veblen. Opira se na idejo, da je tehnologija glavna delujoča sila družbenega napredka. Tehnologija torej vpliva na razvoj družbe in ne obratno. Aktualen je postal v drugi polovici 19. stoletja, ko se je družbeni napredek meril z industrijskimi indikatorji, kot sta na primer količina in hitrost proizvodnje.

## Izvor pojma
Izraz tehnološki determinizem naj bi prvi uvedel ameriški sociolog Thorstein Veblen. Njegov sodobnik, Charles A. Beard, je tehnološki determinizem opisal kot tehnologijo, ki neusmiljeno hodi od enega revolucionarnega osvajanja do drugega, kjer ruši stare strukture in vzpostavlja nove procese.

## Razlaga
V splošnem se med interpretacijami tehnološkega determinizma pojavljata dve ideji:
- tehnološki razvoj se dogaja izven sfere družbe in neodvisno od družbenih, ekonomskih in političnih sil, novi produkti pa sledijo notranji tehnični logiki, ki je neodvisna od družbenih razmerij
- Tehnološke spremembe vplivajo ali določajo družbene spremembe.

Striktni podporniki te teorije trdijo, da vpliv tehnologije ni odvisen od možnih načinov uporabe te tehnologije. Tehnološki determinizem vidi tehnologije kot osnovo za družbeno dogajanje in ne kot del večje slike. Tehnologija je ključni dejavnik razvoja družbe ter njenega delovanja nasploh. Tehnologja tudi spreminja način mišljenja ljudi in kako med seboj komunicirajo. Tehnološki napredek torej narekuje družbene spremembe. Ideja o napredku se tukaj vrti okoli ideje, da se lahko družbene probleme reši s tehnološkimi napredki, ter da se s tem družba razvija naprej. Tehnološki deterministi trdijo, da ker ne moremo ustaviti napredka potem tudi ne moremo nadzirati tehnologije. S tem namigujejo, da smo ljudje bolj ali manj nemočni kar se tiče tehnologije in družbenih sprememb ter dovoljujemo tehnologiji, da vodi spremembe, ker ne vidimo alternativnih možnosti v njej.
Tehnološki determinizem lahko definiramo tudi kot pristop, ki identificira tehnologijo oz. tehnološke napredke kot glavni vzročni element v procesih družbenih sprememb. Ko se struktura tehnologije stabilizira, prične diktirati obnašanje uporabnikov. Tak pristop ignorira družbene in kulturne okoliščine, v katerih je ta tehnologija sprva sploh nastala. Claude Fischer, sociolog, karakterizira najpomembnejše oblike tehnološkega determinizma kot biljardne krogle, kjer se na tehnologije gleda kot zunanjo silo, ki vstopa v družbene situacije, kar ustvarja odbijajoči se efekt.
Tehnološki deterministi ne priznavajo, da družba komunicira in oblikuje tehnologijo. Namesto tega trdijo, da so uporabe tehnologije v večini determinirane s strani strukture tehnologije, torej njene funkcije sledijo njeni obliki (Neil Postman). Vendar pa te trditve ne smemo zamenjati s teorijo o neizogibnosti, ki pravi da je, kar sledi uvedbi tehnologije v kulturo, neizogiben razvoj te tehnologije.
Brez množične proizvodnje ne bi morali imeti množične izobraženosti. Ta primer je tesno povezan s trditvijo Marshalla McLuhana, da je tisk pripomogel k nastanku nacionalne države. To je družbo prestavilo iz oralne kulture do knjižne kulture ter tudi uvedlo kapitalistično družbo, kjer obstaja jasna razredna distinkcija in individualizem. Postman pravi: »Tiskarski stroj, računalnik in televizija torej niso samo naprave, ki prenašajo informacije. So metafore skozi katere, po eni ali drugi poti, konceptualiziramo realnost. Za nas razvrščajo svet, ga uokvirjajo, povečajo, zreducirajo in ga argumentirajo takšnega kot je. Skozi te medijske metafore ne vidimo sveta, takšnega kot je. Vidimo ga kot ga prepoznajo naši kodirni sistemi. Takšna je moč oblike informacije.«
Pomembno je tudi opaziti vsakodnevno prisotnost tehnološkega determinizma, saj so orodja in naprave tako pomembni deli današnje družbe, da z njimi klasificiramo celotne civilizacije ( na primer železna in kamena doba, pa tudi doba računalnikov ipd.). Tudi narodom pogosto pripisujemo neko referenco do tehnologije, ki predstavlja in simbolizira njigovo kulturo. Tako Nizozemsko povezujemo z mlini na veter in Japonsko z elektroniko.

## Trd in mehak determinizem
Po Claudu Fischerju se vzročno-deterministične teorije razlikujejo po stopnji determiniranosti, ki jo odražajo, čeprav je ta redko jasno povedana s strani avtorjev. Kritiki ločijo med t. i. 'trdim' in 'mehkim' tehnološkim determinizmom (slednji dopušča nekoliko večji obseg človeškega nadzora in kulturne variacije).
- Trdi tehnološki determinizem je ekstremno stališče, da je določena komunikacijska tehnologija ali zadovoljivo stanje (sam vzrok), ki določa družbeno organizacijo in razvoj, ali vsaj nujno potrebno stanje (ki zahteva druge predpogoje). V vsakem primeru pride do nekih neizogibnih posledic oz. obstaja velika verjetnost zanje. Delovanje je posledica same tehnologije ali pa neke njene notranje lastnosti in napredek tehnologije vodi v neizogibno potrebo. Optimisti to prihodnost vidijo kot rezultat mnogih svobodnih odločitev in izpolnitev sanj o napredku, pesimisti pa jo vidijo kot omejitev, ki vodi v totalitarno moro.

- Mehki tehnološki determinizem, širše sprejet med znanstveniki, trdi, da je prisotnost določene komunikacijske tehnologije faktor, ki omogoča ali pospešuje ter vodi do potencialnih priložnosti, ki se jih lahko sprejme ali pa tudi ne v določenih družbah in obdobjih. Zgodovinarka Lynn White opaža, da »nova naprava le odpre vrata, ne prisili pa posameznika, da mora vstopiti«. Ithiel de Sola Pool pa pojasnjuje, da »tehnologija oblikuje strukturo boja, ne pa tudi vsakega izida«. Vključeni so tudi številni drugi 'mediatorski' faktorji in tehnološko-ekonomski determinizem se včasih povezuje s tem stališčem. Zagovorniki te teorije tehnologijo locirajo v kompleksno socialno, politično, ekonomsko in kulturno strukturo, kjer tehnologija torej ni izoliran faktor. Nekateri avtorji mehkega tehnološkega determinizma niti ne priznavajo kot tehnološki determinizem, saj gre za bolj zgodovinski pogled, ki se ne osredotoča zgolj na tehnologijo. 'Šibki' tehnološki determinizem je manj urejen in posplošen v primerjavi z 'močnim' , vendar je bolj usklajen z dostopnimi dokazi ter bolj sprejet med sociologi.

Nekateri kritiki si niso ravno na jasnem ali je njihovo stališče 'trdi' ali 'mehki' tehnološki determinizem. Kot dodaja Ruth Finnegan, »lahko je prehajati iz enega stališča na drugo, brez, da bi se zavedal kam to vodi«.

## Tehnologija kot nevtralna
Posamezniki, ki tehnologijo obravnavajo kot nevtralno, je ne opisujejo ne kot dobre ali slabe, ampak poudarjajo na kakšne načine je tehnologija uporabljena. Primer takega vidika je pištola, ki je nevtralna dokler je nekdo ne uporabi – nameni uporabe pa determinirajo ali je ta predmet dober ali slab. Kot posledica tega, bi bile pištola uvrščena kot nevtralna samo v primeru, če se družba ne bi zavedala njenega obstoja in funkcionalnosti.  Ko se družba prične zavedati o tehnologiji, se spusti v družbeni razvoj, kjer ni nič nevtralno. Če nekdo verjame, da je tehnologija nevtralna, bi ta posameznik zanemaril kulturne in družbene pogoje, ki jih je ta tehnologija ustvarila. Ta vidik imenujemo tudi tehnološki instrumentalizem.

## Tehnološki deterministi
Nekateri kot pomebnejšega tehnološkega determinista vidijo Karla Marxa. Tako Lewis Mumford pravi, da Marx tehnologiji pripiše osrednjo vlogo v družbi in jo vidi kot glavno vodilo človekovega razvoja. Tehnologijo je videl kot silo, ki se razvije samodejno in določa delovanje vseh drugih institucij. Po drugi strani mnogi menijo, da Marx ni tehnološki determinist, saj naj bi spremembe videl kot družbeni in ne tehnološki proces, ter da je enačenje marksovih 'produkcijskih sil' s tehnologijo na sploh, napačno.
V svoji knjigi The World is Flat se kot tehnološkega determinista opredeli Thomas L. Friedman.
Tudi teoretika  Marshalla McLuhana nekateri vidijo kot tehnološkega determinista, saj poudarja pomen izumov nove tehnologije za prehod v moderni svet. McLuhan je velik poudarek dajal našemu načinu komunikacije in sporazumevanja. Zgodovino človeštva je tako razdelil na štiri obdobja: plemenska doba, pismena doba, doba tiska in elektronska doba. V plemenski dobi je bil najpomembnejši čut sluh, sposobnost vizualiziranja je bila še v začetnih fazah razvoja. Z izumom črk je vodilno vlogo prevzelo oko s tem pa je bralec postal neodvisen mislec. Z razvojem tiska se je poudarek na vizualizaciji še okrepil ter razširil. Z nastopom elektronske dobe pa McLuhan pravi, da se je poudarek vrnil nazaj na zvok in dotik, kar nas je na nek način vrnilo v plemensko dobo. Tranzicije med temi dobami niso bile postopne ali evolucijske. Zaradi razvoja novih komunikacijskih tehnologij smo ljudje sunkoma prešli iz ene dobe v drugo. Ključni izumi, ki so te prehode omogočili so bili: fonetična abeceda, tiskarski stroj in telegraf. Mediji ne le povečajo našo učinkovitost, delujejo tudi kot filter preko katerega interpretiramo naš družbeni obstoj.
Robert Heilbroner velja za enega bolj priznanih tehnoloških deterministov. V svojem članku Do Machines Make History? trdi, da je najboljša začetna točka za preučevanje neke družbe pregled tehnologije in strojev, ki jih ima ta družba na razpolago. Ti namreč določajo kako je živeti v tej družbi v določenem prostoru in času.
Avtor verjame v nujno zaporedje različnih tehnologij, saj je prepričan, da se družba ne more približati nuklearni dobi, ne da bi prej obvladala električno tehnologijo. Za te trditve navaja dokaze, kot so: fenomen sočasnih odkritij in izumov, ki nakazuje, da tehnološki napredek sledi določeni in ne naključni poti; odsotnost tehnoloških preskokov, kar nakazuje na evolucionalno obliko tehnološkega razvoja; in predvidljivost razvoja tehnologije, ki sicer ni natančna, vendar so znanstveniki vseeno zmožni napovedovati tehnološke sposobnosti v roku dvajsetih ali celo petdesetih let. Poleg tega je tudi zagovornik teze, da tehnologija vpliva na družbeni red. Nova tehnologija namreč potrebuje določeno delovno silo, da z njo upravlja, ta delovna sila pa mora imeti določena znanja in sposobnosti. Različne tehnologije pa tudi potrebujejo drugačno hierarhično strukturo nadzora in koordinacije.

## Oblike/vrste tehnološkega determinizma
- normativni pristop

Glavno načelo tega pristopa je ideja, da odsotnost zavestne kontrole nad rabo tehnologije ali nadomeščanje etičnih norm s cilji o učinkovitosti in produktivnosti, ustvarja opustitev družbene in politične kontrole nad tehnologijo. Eden izmed predstavnikov pristopa je Jürgen Habermas, ki pravi, da tehnologijo lahko obravnavamo kot avtonomno in deterministično, ko so norme na podlagi katerih napreduje, izločene iz političnih in etičnih diskurzov. V svojem delu In Toward a Rational Society zavrne idejo o tehnologiji kot samostojni sili, saj pravi, da je družba tista, ki ima suverenost nad tehničnimi pogoji. Avtor se še sprašuje, ali je družba privzela kulturno hegemonski način mišljenja, ki je omejen na logiko, racionalnost in produktivnost. Še en predstavnik je Jacques Ellul s svojo knjigo The Technological Society. Avtor poudarja dominacijo logike in učinkovitosti nad družbenim, političnim in ekonomskim življenjem, kar rezultira v določenih družbenih praksah.
- pristop logičnega zaporedja

Gre za idejo, da so stroji in podobne strukture neodvisni akterji v zgodovini in da je glede na trenutni in pretekli tehnološki razvoj, ter upoštevaje naravne zakone, možna le ena pot družbenih sprememb. Glavni predstavnik ideje  je G. A. Cohen. Ta trdi, da tehnologija kot taka ima nek vpliv na družbene prakse, in da kulturne in družbene spremembe izvirajo iz tehnologije. Podobno razmišlja Richard Miller, ki meni, da se družbene strukture razvijajo s prilagajanjem tehnološkim spremembam, kar pomeni, da z določeno tehnologijo pride določen razvoj družbe, ne glede na želje posameznikov. Predpostavlja torej, da se tehnološki razvoj dogaja glede na neko naravno logiko, ki ni kulturno ali družbeno determinirana, ter da ta razvoj sproži družbeno prilagajanje in spremembo. Še en predstavnik te ideje je Robert Heilbroner.
- pristop neželenih posledic

Zadnji pristop se osredotoča na neželene posledice tehnološkega determinizma, ki po navadi spremljajo tehnologijo in katerih nismo sposobni predvidevati in nadzorovati. Ta pristop tako tehnologijo označuje kot delno avtonomno, saj je odgovorna za določanje vsaj nekaterih izidov, ki niso odvisni od človeških intervencij.

### Medijski determinizem
Podvrsta tehnološkega determinizma je medijski determinizem, filozofska in sociološka ideja, ki poudarja moč medijev in njihov vpliv na družbo. Gre za teorijo, ki nudi dokaj preprosto razlago v obliki vzroka in posledic. Glavna predstavnika medijskega determinizma sta Harold Innis in Marshall McLuhan. Povezovanje različnih medijev z določenimi kognitivnimi posledicami po McLuhanu in drugih avtorjih je lahko vidno, kot da bi bilo povezano z lingvističnim in tudi tehnološkim determinizmom. Taki različici se reče tudi medijski determinizem. McLuhan je enačil komunikacijske medije in tehnologijo z jezikom. Tako kot je Whorf trdil, da jezik oblikuje našo percepcijo in mišljenje, tako McLuhan trdi, da vse to zmorejo tudi mediji. Preprosta verzija medijskega determinizma je npr. da ima uporaba določenih medijev subtilni vpliv na nas, vendar pa je družbeni kontekst uporabe tisti, ki je odločilen.
Medijski determinizem je še vedno najbolj popularna in vplivna teorija o odnosu med tehnologijo in družbo, vendar je zadnje čase pogosto tarča številnih kritik. V popolnem nasprotju determinističnemu stališču Marshalla McLuhana, da »medij oblikuje in nadzoruje stopnjo in obliko človekove asociacije in akcije«, sociolog Stuart Hall trdi, da »mediji reproducirajo strukturo dominacije/podreditve, ki karakterizira družbeni sistem kot celoto«.

## Kritike
Ideja o moderni tehnologiji kot nedvoumni, rastoči sili je bila pogosto predmet kritik. Mnogi avtorji govorijo, da so tehnološke naprave, sistemi in metode družbeno oblikovane in  posredno rezultat človeške interakcije. Glavna problema s tehnološkim determinizmom sta predvsem ta, da ne pušča prostora človeški intervenciji, in da z ljudi umakne odgovornost za tehnologije, ki jih ustvarjajo in uporabljajo. Če tehnologija sledi svoji neizogibni poti, potem s konceptom, kot je tehnološki determinizem, lahko zanikamo odgovornost družbe na njeni razvojni poti, torej odgovornost individualnih ali kolektivnih izbir za posledice tehnoloških sprememb.
Kritiki tehnološkega determinizma poudarjajo, da so bolj kot tehnične značilnosti pomembne družbene in politične teme: okoliščine proizvodnje, načini uporabe, vrednote, namen, veščina, stil, izbira, nadzor in dostopnost. Oziroma kot pravi Ruth Finnegan: »Kdo uporablja, kdo nadzoruje, za kaj se uporablja, kako se prilega strukturi moči, ter kako široko je distributiran tehnološki razvoj«. Ključnega pomena je, da upoštevamo tovrstne predmete razprave kot npr. politični nadzor, razredni interesi, ekonomski pritiski, geografska dostopnost, izobrazbeno ozadje in splošni odnosi. Moč, nadzor, »produkcijski odnosi«, konflikt in ideologija so glavni predmeti razprave za teoretske kritike tehnološkega determinizma, na katere so vplivale Marxove perspektive.
Poleg tega se kritiki trdega determinizma sprašujejo, ali lahko tehnologiji kot celostni strukturi sploh pripišemo enotirno delovanje. Obstaja namreč na stotine oblik tehnologij in redkokatera lastnost bi lahko opisala vsako od njih. Tehnologija torej ni organizirana institucija, nima članov in se ne zavzema za določene politike, kako bi jo torej lahko videli kot glavno vodilo, ki kontrolira človeško usodo? Nobena tehnologija, najsi bo še tako razširjena in mogočna, (še) ni spodbujala delovanj, ki ne bi bila prej programirana s strani človeškega akterja.
Nekateri kritiki uporabljajo izraz »prekomerna determiniranost«. Običajno to pomeni, da se ta fenomen lahko pripisuje več determinantam. Sodeč po Chandlerju takšno poudarjanje absolutne moči tehnologije ustvarja v ljudeh občutek nemoči pri spreminjanju napredka. Tehnološki determinizem tako postane samouresničujoča se prerokba. Chandler tudi poudarja pomen ostalih težav, ki spodbujajo družbeni napredek. Sem med drugim uvršča politično kontrolo, interese družbenih razredov, pritisk ekonomije, geografski dostop, izobrazba in splošen odnos. Tehnološke deterministe kritizira zaradi ločevanja vzroka in posledice ter trdi, da redukcionizem v nobenem primeru ni dober pristop za preučevanje družbenih fenomenov. Le holistični pristopi preučijo vse možne dejavnike, ki lahko pojasnjijo določen pojav..
V popolnem nasprotju determinističnemu stališču Marshalla McLuhana, da »medij oblikuje in nadzoruje stopnjo in obliko človekove asociacije in akcije«, sociolog Stuart Hall trdi, da »mediji reproducirajo strukturo dominacije/podreditve, ki karakterizira družbeni sistem kot celoto«.
Andrew Feenberg pri analizi moči interneta zavzema alternativni, skoraj evangeličanski pristop. Zanj se je prava revolucija zgodila, ko je internet postal medij za osebno komunikacijo. Vendar Feenberg priznava tudi distopijski vidik tehnologije. Njegov predlog je, da se internet in z njim povezane komunikacije demokratizira. Poleg tega poudarja tudi, da ljudje niso le potrošniki informacij temveč tudi proizvajalci. Ko pristopamo k tehnologiji jo moramo sprejeti enkrat in za vselej in je ne zavračati, s čimer lahko nadziramo smer napredka.